# Cofana perkinsi
Cofana perkinsi (лат.) — вид прыгающих насекомых рода Cofana из семейства цикадок (Cicadellidae). Австралия (Квинсленд, Северная Территория) и Новая Гвинея. Длина 6,5 мм. Желтовато-коричневые цикадки с тёмными отметинами на теле (тёмная линия идёт от лба до переднегруди и скутеллюма). Оцеллии красновато-коричневые. Клипеус с продольными бурыми линиями. Голова с глазами отчётливо шире пронотума. Надкрылья с 5 дискоидальными (3 субапикальными) и 5 апикальными ячейками. Питаются соками из ксилемы растений.